# Cygnus CRS OA-9E
Cygnus CRS OA-9E, также известная как Orbital ATK CRS-9 — девятая миссия грузового космического корабля снабжения Cygnus компании Orbital ATK к Международной космической станции по контракту Commercial Resupply Services с НАСА.
Кораблю присвоено имя S.S. J.R. Thompson — в честь Джеймса Томпсона, пятого директора Центра космических полётов имени Джорджа Маршалла.
Вторая из дополнительных миссий, заказанных НАСА после завершения изначального контракта на 7 запусков корабля.

## Запуск
Состоялся 21 мая 2018 года в 08:44 UTC.

## Сближение и стыковка
24 мая 2018 года в 9:26 UTC астронавты НАСА Скотт Тингл при поддержке Ричарда Арнольда и Эндрю Фьюстела совершили успешный захват грузового корабля при помощи руки-манипулятора «Канадарм2». Затем в 12:13 UTC под управлением с Земли грузовик был успешно пристыкован к модулю «Юнити».

## Полезная нагрузка
Всего на МКС доставлено 3350 кг.
В герметичном отсеке корабль доставил на станцию 3268 кг полезного груза (с учётом упаковки), в том числе:
- Материалы для научных исследований — 1021 кг
- Провизия и вещи для экипажа — 811 кг
- Оборудование и детали станции — 1191 кг
- Оборудование для выхода в открытый космос — 132 кг
- Компьютеры и комплектующие — 100 кг
- Российский груз — 13 кг

На агрегатном отсеке корабля размещён негерметичный груз (пусковая установка с 6 наноспутниками для выпуска непосредственно с корабля после отстыковки от станции), общим весом 82 кг.

## Отстыковка и завершение миссии
10 июля 2018 года в 20:25 UTC корабль выполнил 50-секундное включение своего основного двигателя, подняв орбиту Международной космической станции приблизительно на 90 метров. После завершения эксплуатации шаттлов данный манёвр выполнен американским кораблём впервые, поднятие орбиты МКС регулярно выполняются с помощью российских грузовых кораблей «Прогресс» и двигательной установки модуля «Звезда».
Загруженный двумя тоннам мусора, корабль отстыкован от МКС 15 июля 2018 года в 10:20 UTC при помощи манипулятора станции «Канадарм2», под управлением астронавта ЕКА Александра Герста. После отстыковки с грузовика запущено 6 кубсатов с помощью пусковой установки NanoRacks. Четыре спутника Lemur-2, а также спутники AeroCube 12A и 12B были выпущены на высоте около 500 км.
Cygnus оставался на орбите около двух недель для проведения различных экспериментов. Корабль сведен с орбиты 30 июля 2018 года над Тихим океаном.

## Фотогалерея

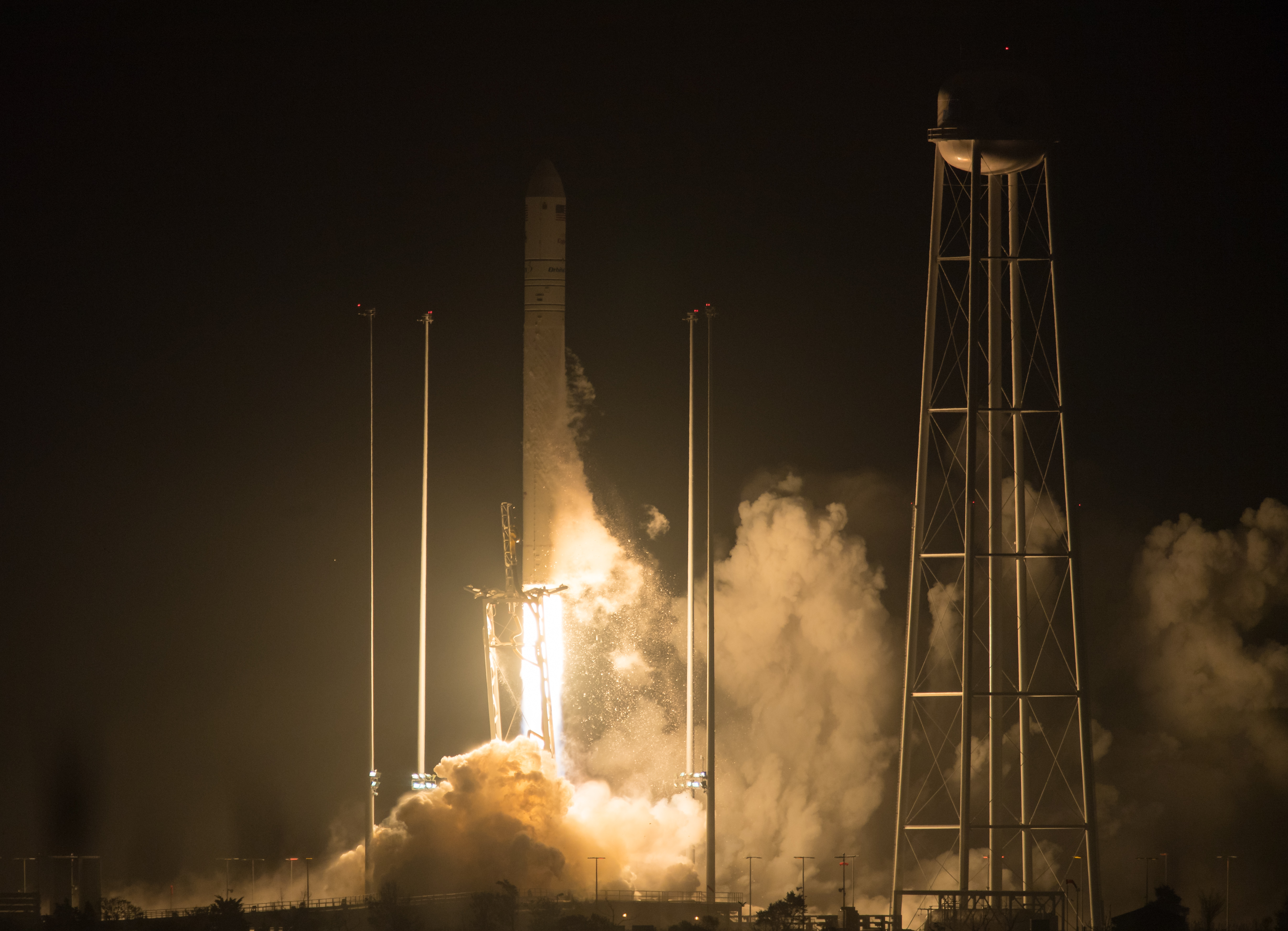
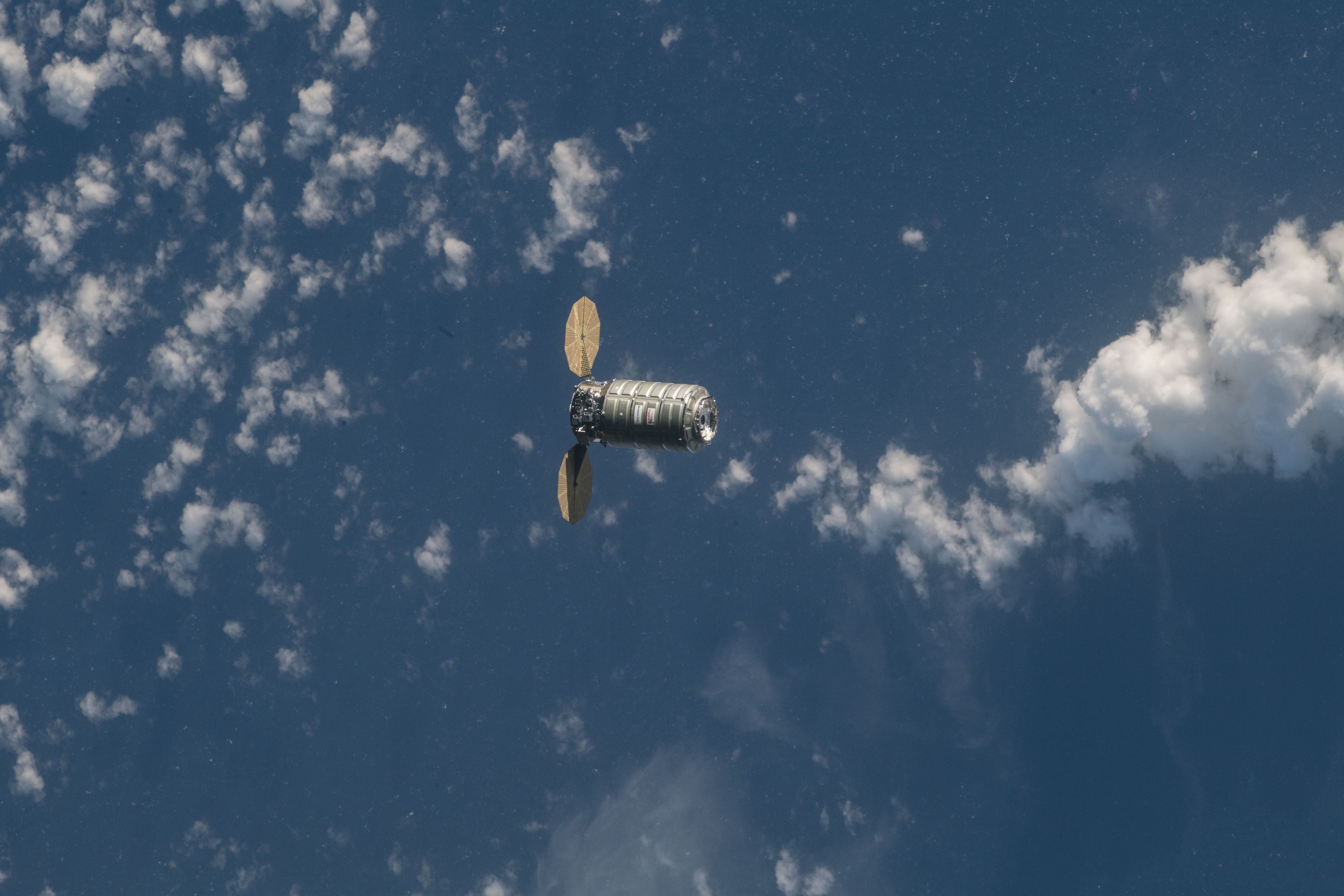
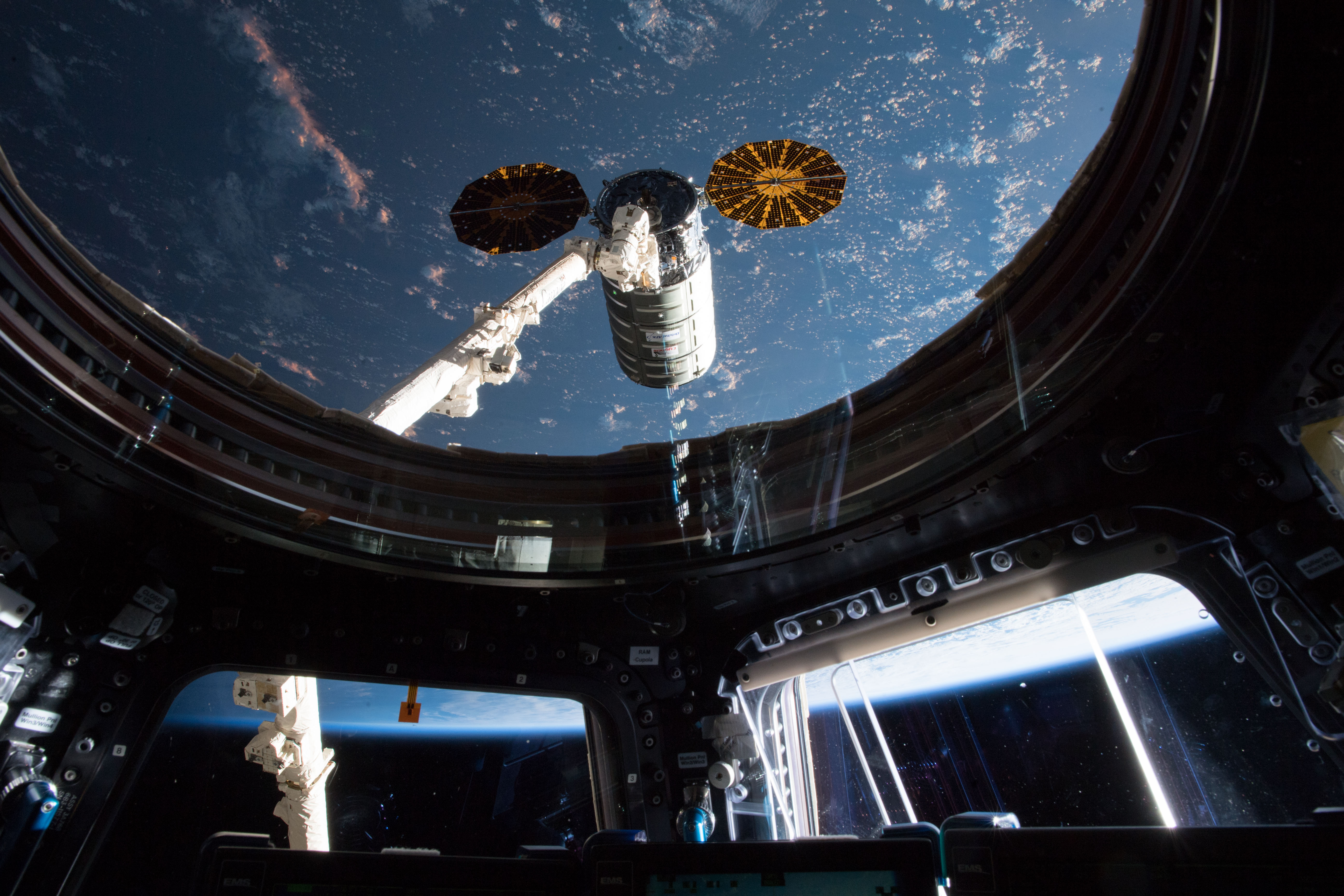
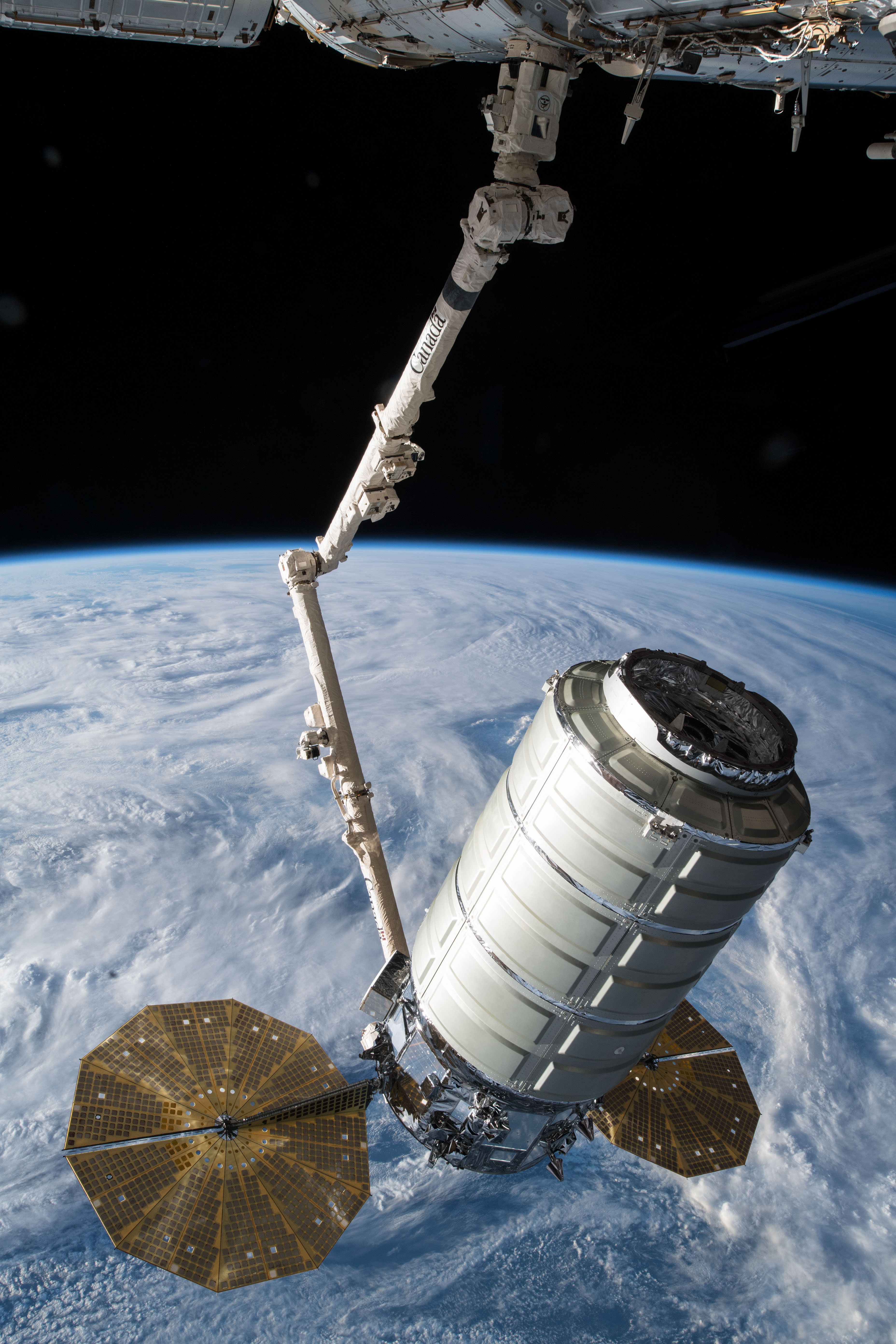